# Atletismo nos Jogos Pan-Americanos de 1999 - 20 km marcha atlética feminina
A prova dos 20 km da marcha atlética feminina nos Jogos Pan-Americanos de 1999 foi realizada em 26 de julho de 1999.

## Medalhistas
| Ouro                        | Prata                      | Bronze                           |
| Graciela Mendoza MEX México | Rosario Sánchez MEX México | Michelle Rohl USA Estados Unidos |

### Final
| Posição          | Nome             | Nacionalidade      | Tempo   | Notas |
| ---------------- | ---------------- | ------------------ | ------- | ----- |
| Medalha de ouro  | Graciela Mendoza | MEX México         | 1:34:19 |       |
| Medalha de prata | Rosario Sánchez  | MEX México         | 1:34:46 |       |
| 3                | Michelle Rohl    | USA Estados Unidos | 1:35:22 |       |
| 4                | Geovana Irusta   | BOL Bolívia        | 1:35:56 |       |
| 5                | Joanne Dow       | USA Estados Unidos | 1:36:33 |       |
| 6                | Ivis Martínez    | ESA El Salvador    | 1:37:28 |       |
| 7                | Teresita Collado | GUA Guatemala      | 1:38:41 |       |
| 8                | Oslaidis Cruz    | CUB Cuba           | 1:39:23 |       |
| 9                | Janice McCaffrey | CAN Canadá         | 1:47:05 |       |